# Історія кави

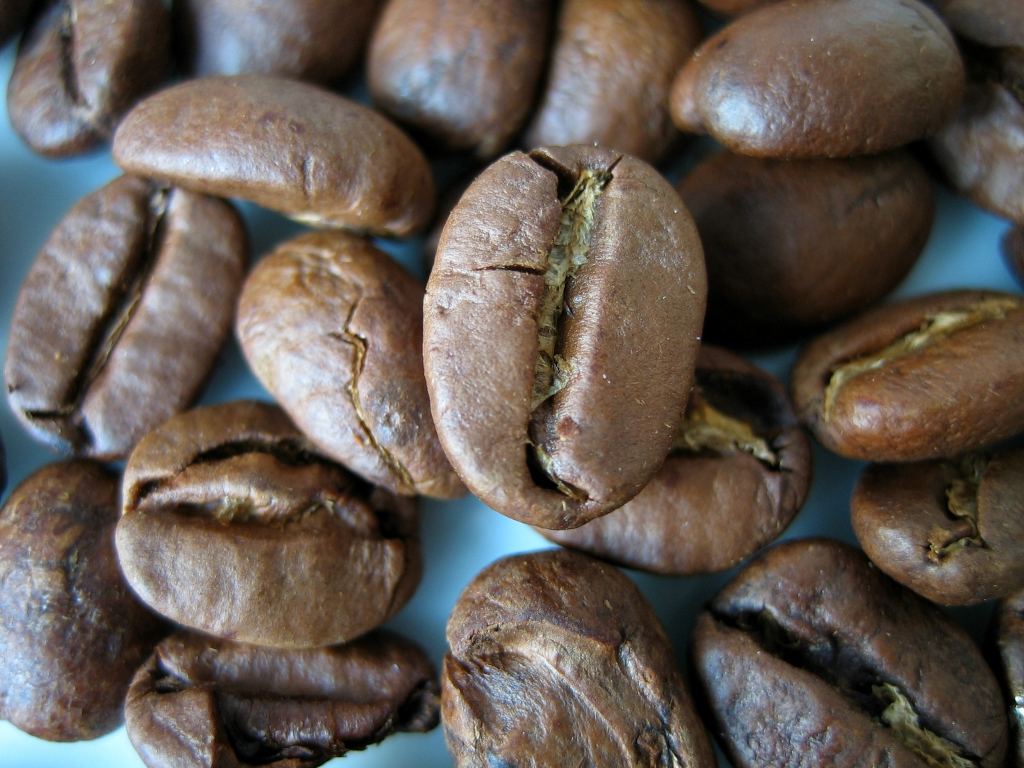
Кавові зерна

Історія кави охоплює кілька періодів. Бере початок з найдавніших часів і йде корінням в перші цивілізації Близького Сходу, хоча походження кави до цих пір залишається неясним.
Вважається, що ефіопські предки народів Оромо першими помітили збудливий ефект кавового зерна. Однак, жодних прямих доказів на цей рахунок немає, не збереглися свідчення про те, де в Африці вирощували каву або хто серед африканців міг знати про існування кави раніше XVII століття. Згідно з поширеною легендою, першовідкривачем унікальних властивостей кавового дерева став ефіопський пастух Калдим приблизно в 850 році. Пізніше виникнення цієї легенди (1671 рік) і відсутність свідчень самого Калдима змушують ряд дослідників припускати, що легенда недостовірна. З Ефіопії кава поширилась в Єгипет і Ємен. Найранішні свідоцтва вживання кави відносяться до середини XV століття в суфійських монастирях Ємену. З Ефіопії кавовий напій поширився по всьому Близькому і Середньому Сході. До XIX століття кава поширилась в Італії, Індонезії та Америці.
Спочатку (близько 1200 року) кава готувалась як відвар з висушеної оболонки кавових зерен. Потім виникає ідея про обсмажування цієї оболонки на вугіллі. Обсмажену шкірку і невелику кількість сріблястої шкурки засипали на півгодини в киплячу воду. В даний час налічується більше ста сортів кави. Вищі сорти кави відрізняються міцним настоєм і ароматом. В Європі він надзвичайно цінувався до XVIII століття. Пізніше каву віднесли до шкідливих напоїв і тільки в XX столітті кава знову стала популярна. За місцем вирощування каву ділять на три групи: американську, африканську і азійську.

## Етимологія
Походження стародавньої назви «кава» увійшло в англійську мову в 1598 році від голландського слова «koffie». Найближча етимологія: також кофій (1724 рік). Від араб. قهوة (qahwa; спочатку означало вид вина). У ряді європейських мов слово запозичене через турецьке слово «kahve». Подальше походження невідоме; можливо, що «qahwah» походить від імені ефіопського регіону Кафи, батьківщини кавового дерева (в самому Кафе кава називається «buno» або «bunna»).

## Легенди про походження кави

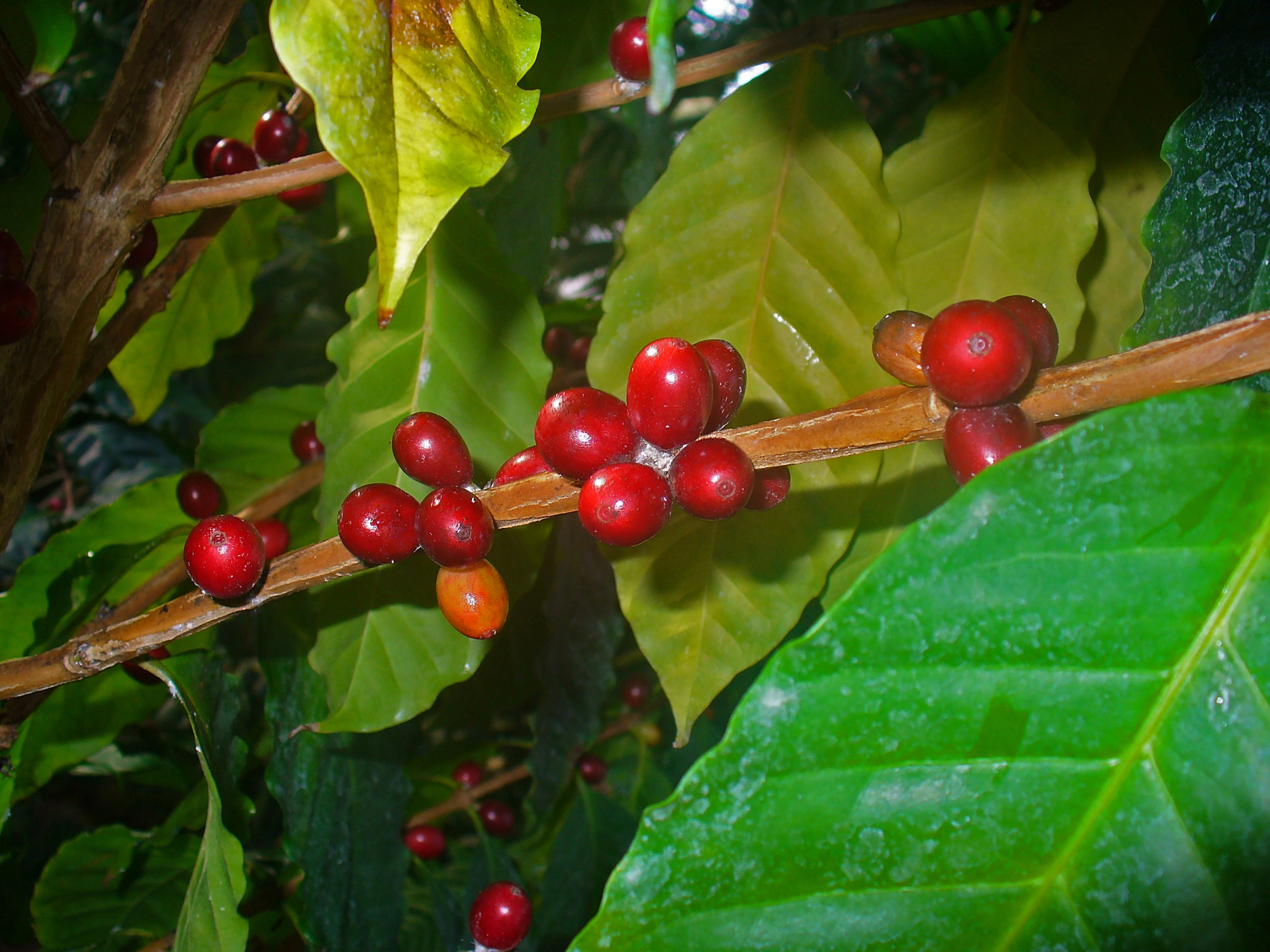
Плоди кавового дерева аравійського

Батьківщиною кави прийнято називати Ефіопію. Відомі кілька ефіопських легенд про походження кави. Згідно з однією з них, історія кави починається з єменського шейха Абд-аль-Кадира. Під час проведення науково-дослідних робіт шейх виявляв нові лікарські засоби. Одного разу в полі його зору потрапили плоди кавового дерева, що і послужило початком історії кави. У 1587 році Кадир писав: «Ніхто не може зрозуміти істини, поки не скуштує кавового пінного блаженства». Але спочатку її вживали тільки як засіб, що допомагає від головного болю і нетравлення шлунку. Згідно з іншою легендою, першовідкривачем кавового дерева став ефіопський пастух Калдим приблизно в 850 році. Як свідчать рукописні джерела, Калдим, переганяючи своє стадо по схилах гір, де зустрічалися зарості дикорослого кавового дерева, звернув увагу на дивну поведінку кіз. Поївши листя цієї рослини, кози приходили в збуджений стан, починали несамовито бігати й плигати. Калдим розповів про це настоятелю місцевого монастиря. Той ризикнув сам спробувати листя і плоди кавового дерева. Випробувавши на собі тонізуючий та збуджуючий вплив, настоятель вирішив, що відвар з цієї рослини буде корисний, щоб його підопічні ченці не засинали під час тривалих служб. Вживання відвару з листя і плодів кави стало традицією цього монастиря, а потім набуло популярності і серед навколишніх мешканців.
Вважається, що першими, хто помітив збудливий ефект кавового зерна були предки племені оромо. Перші дослідження генетичного різноманіття були проведені на сорті кави «Арабіка». В результаті проведених досліджень було встановлено, що гетерозиготність цього сорту мали суттєві подібності з гібридами диплоїдних різновидів інших сортів кави: Робусти і Ліберики. Гібриди диплоїдних С. arabica X С. congensis, С. arabica X С. ліберика і інші, тетраплоїдних форм С. arabica x С. canephora, С. ліберика х С. arabica, С. arabica X С. congensis і т. д. ретельно вивчаються. Отримано багато анеуплоїдних форм . Шляхом схрещування одержано гібридний (С. arabica x С. bullata) гексаплоїдний сорт (2п = 66). Гетерозиготність видів кави виявилася сполученої зі спонтанними мутаціями після «переселення» сорти «арабіки» в Латинську Америку. Арабіка загальновизнано володіє багатим смаком, завдяки своїй генетиці та складу олій, кислот. Всі спроби схрестити Арабіку і Робусту, а потім їх підвиди, балансують між врожайністю та якістю смаку. Кава Робуста (кане) — єдина, яка вирощується у Беніні, Того, Габоні і Конго. Вона має велике значення в Анголі, Камеруні, Конго, Гвінеї, в Кот-Д'івуарі, в Танзанії, Уганді, на Мадагаскарі, в Індонезії та В'єтнамі.

## Перші згадки

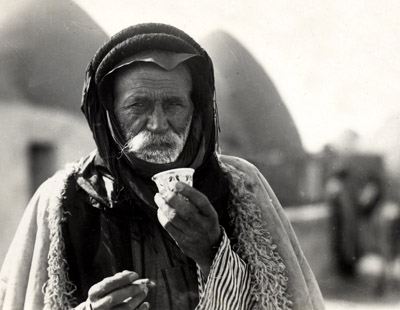
Сирійський бедуїн п'є традиційний кавовий напій «murra» (гірка кава). Халеб, Сирія (1930)

Про кавове дерево писав у 1548 році Антоніо Менавіно, а через десять років П'єр Белон згадує її в списку рослин Аравії, підкреслюючи при цьому її африканське походження. Кава була відзначена у сирійському місті Халеб Леонхардом Раувольфом, першим європейцем, який називає каву «chaube» в 1573 році; Раувольф використовував докладні описи кавових дерев, які були зроблені європейськими мандрівниками.
Першу в європейській літературі точну і повну характеристику кавового дерева дав у своїй книзі, виданій в 1592 роцілікар, професор Падуанського університету Просперо Альпіні, який супроводжував венеціанське посольство в Єгипет. 
Перша відома згадка кави у Франції належить торговцю кави Філіпу Сильвестру Дюфуру. Дюфур посилається на праці перського лікаря Мухаммада ібн Закарія Рази, відомого на Заході під ім'ям Разес (850—922). У своїй медичній енциклопедії Разес називає каву «банчумом». Вивчивши цю працю, фахівці прийшли до висновку, що цілющі властивості кави були відомі стародавнім лікарям ще до нашої ери. Один із перших найзначущіхих авторів, що писали про каву, Абд аль-Кадір ал-Джазірі, опублікував у 1587 році роботу «Umdat al safwa fi hill al-qahwa», в якій детально описав історію кави. Як писав ал-Джазірі, першою людиною, що спробувала каву, в 1454 році був муфтій Адена, шейх Джамал аль-Дін аль-Дхабхані. Незабаром після цього арабські торговці доставили кавові зерна в Аравію, де розвели першу в світі кавову плантацію на території сучасного Ємену. Араби називали напій, виготовлений з цієї рослини «кахва» (в перекладі з арабської «відганяючий сон») — на цьому базується друга версія походження слова «кава». Також необхідно відзначити, що суфісти були одними з перших, хто почав використовувати каву як засіб боротьби зі сном. З Аравії кава була відправлена в Мекку та Медіну, а також інші великі міста, такі як Каїр, Дамаск, Багдад та Стамбул. В країнах Арабського Магрибу (Алжир, Лівія, Туніс, Марокко) кава стала відомою в XV столітті, після входження до складу Османської імперії. У 1633 році після антиосманського повстання Ємен встановив прямі торговельні зв'язки з європейськими країнами, почавши постачання кави «Мокко». Саме в цей період настав розквіт порту як головного кавового торгового центру. Час розквіту збігся із загальним економічним піднесенням країни, яку з цього часу стали називати «Найщасливіша» (від слова «яман» — щасливий). Варто також відзначити, що Моха дала назву сорту кави, вирощеної в Аравії.
Назва відомої в світі кави Моха походить від назви порту Ал Моха, з якого до двадцятих років XVIII століття велася активна торгівля кавовими зернами. Потім, з початком широкого виробництва кави в інших країнах, роль і значення порту як головного центру міжнародної торгівлі кавою різко впали. В 1511 році на Соборі юристів, що відбувся в Мецці, кава ім'ям Аллаха була проклята, а напій, зварений з її зерен, визнаний «одурманюючим зіллям диявола» та заборонений до вживання. Хто не підкорився жорстоко карали: відрізали язик, а часом і страчали — зашивали в мішок з-під кавових зерен і кидали в море.
У XII столітті на каву було накладено заборону Ефіопською православною церквою. Однак, у другій половині XIX століття, ставлення Ефіопії до кави істотно змінилося. Як писав Річард Панхерст: «Це сталося тільки завдяки імператору Меннліку II, який обожнював пити каву і Ебону Метіосу, який зробив багато для того, щоб духовенство визнало каву мусульманським напоєм».
Кава в сучасному Ємені — національний напій. У Ємені особливо популярна традиційна єменська кава з імбирем. Цікаво, що єменську каву називають по імені районів, де її вирощують.

## Європа

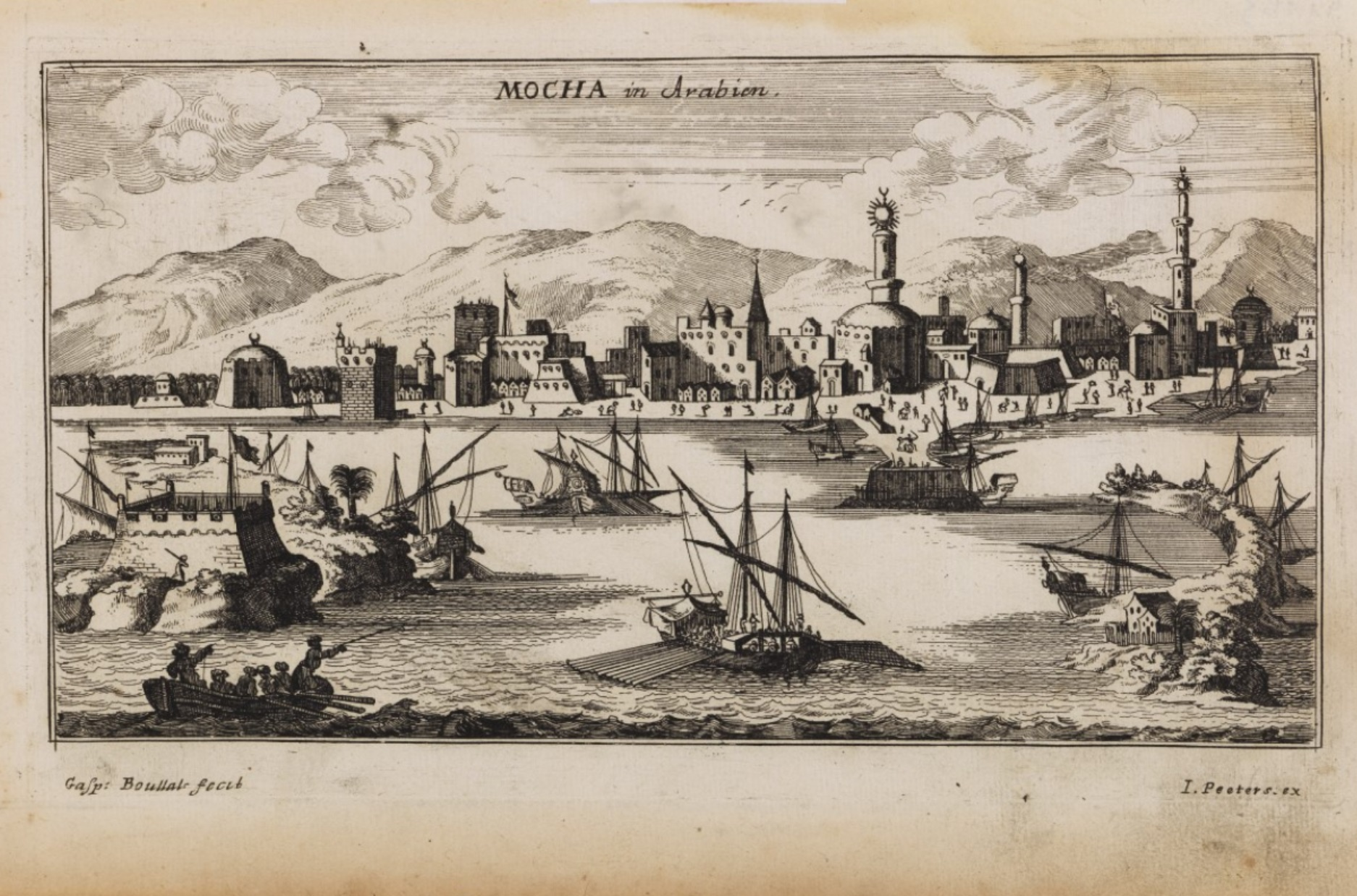
Портове місто Моха на Червоному морі. Гравюра, 1692 рік, Голландія

У Європі кава з'явилась в першій половині XVI століття завдяки венеційським купцям. Це сталося під час появи в Європі двох інших гарячих напоїв — гарячого шоколаду, привезеного з Америки іспанцями в 1528 році, і чаю, що вперше з'явився в Європі в 1610 році. Європейське духовенство  намагалося боротися з поширенням трунку, накладаючи заборони під приводом того, що кава, звана «чорною кров'ю турків», є згубним впливом ісламу на душі християн. Радники Климента VIII пропонували йому оголосити улюблений напій Оттоманської Імперії нечистим. Однак Папа вирішив благословити каву, зробивши її прийнятним християнським напоєм. Це сталося в 1600 році.

### Італія
Перша європейська кав'ярня була відкрита в Ліворно у 1632 році. У Венеції в 1645 році була заснована bottega del caffè. Активна торгівля між Венецією і мусульманами в Північній Африці, Єгипті та Сході несла велике різноманіття африканських товарів, включаючи каву, яка стала провідним вантажем європейського порту. Венеціанські торговці ввели традицію пропонувати багатим людям Венеції чашку кави.
Найвідоміша венеціанська кав'ярня «Кафе Флоріан» на Площі Сан Марко була відкрита в 1720 році. В даний час кав'ярня як і раніше працює і відкрита для відвідувачів.

### Україна
В Україні кава з'явилася вже в XVI сторіччі у Криму. Вже за кілька десятиріч напій настільки поширився в середовищі киримли, що кримський хан Гази II Ґерай в своєму вірші «Кава і вино», написаному зимою 1602—1603 років, згадував про нього, як про щось звичне для кожного.
Кавові зерна були серед дарів, привезених Богдану Хмельницькому патріархом Антіохійським Макарієм у 1654 році — при цьому свідок підкреслював, що кава була улюбленим напоєм гетьмана.
Першу кав'ярню на етнічних українських землях було засновано в 1672 році в Кам'янці-Подільському — коли місто опинилося під османською владою. Під час проведення археологічних робіт на території Старого міста було знайдено залишки двох турецьких кав'ярень, які вважаються найстарішими у Європі. Кав'ярні у турків були чимось на кшталт клубів, де вони пили каву та курили люльки, тому під час розкопок було віднайдено посуд (чашки, джезви тощо) та керамічні люльки. Задля відродження унікальної культури кавування в Кам'янці-Подільському проводиться традиційний фестиваль «Кам'янецька турка», в рамках якого відбувається кавовий ярмарок, організовуються різні конкурси та мистецькі перформанси.
Щонайменше з 1772 року — починається активний розвиток кавоваріння і в Галичині. Про що говорять назви найбільш популярних кавових закладів 19 століття, як «Віденська кав'ярня» у Львові (1829 р.), «Kavehaz» — в Ужгороді. Як наслідок, станом на початок 20-го століття у Львові та Ужгороді налічувалися десятки кав'ярень. Впродовж 20-го століття виробництво кави в Україні далі розвивалось, попри світові війни та дефіцит в СССР. Серед інших кавових підприємств у 1932 році виникла «Львівська кооперативна фабрика домішок до кави „Суспільний промисл“»,[джерело?] яка в радянські часи стала «Галкою» — найбільшим виробником кави в СРСР[джерело?] та цеглинкою в міфі про Львів як кавове місто, яка працює і по сьогодні. З 1991 року з здобуттям незалежності з'явились і вітчизняні виробники, такі як «Кам'янецька кава», «Кава зі Львова», «Віденська кава», «Lacomba», «Тіко-Чако» та інші.

### Англія
В Англії вже в XVII сторіччі каву вважали хорошим медичним засобом. Деякі лікарі вважали, що мелена кава допомагає при захворюваннях кишечника, а також при істерії. Англійці вважали, що напій кави стимулює розумову діяльність, заспокоює душу і «висушує фонтани сліз». Перший в історії кавовий будинок в Лондоні був відкритий в 1652 році в університетському місті Оксфорд. Його відкрив виходець з Туреччини Паска Розі. Зберігся примірник віршованого посвячення Розі, де Паска названий першою людиною, який познайомив жителів Лондона з кавою. У 1583 році відомий німецький лікар Леонард Раувольф писав, що в Англії кава з'явилася в XVI столітті, завдяки зусиллям Британської Ост-Індської компанії і Голландської Ост-Індської компанії. Кав'ярні в Англії називалися «університетами пенні». Саме в кав'ярнях проводилися перші шахові змагання. До 1675 році з Англії налічувалося понад 3000 кав'ярень. В 1668 році в Лондоні відкрився кавовий будинок Едуарда Ллойда, який відвідували торговці і морські страхові агенти. Пізніше це підприємство перетворилося у відому страхову компанію «lloyd's of London». На початку 1675 року англійський король Карл II підписав «Прокламацію про заборону кав'ярень» (англ. Proclamation for the Suppression of Coffee Houses), згідно з якою всі лондонські кав'ярні виявилися закритими для відвідувачів. У прокламації кав'ярні були оголошені «притулком незадоволених [існуючим порядком] осіб і просто нероб». Сподвижниками стали англійські жінки, вони стверджували, що чоловіки нехтують сімейними обов'язками для того, щоб обговорити за кавою справи або політику. Його указ був відкликаний після громадського обурення. З часом популярність кави в Європі помітно зростала і через роки отримала популярність в Америці.
Архівні документи свідчать, що в Європі довгий час діяла заборона на відвідування кав'ярень жінками. На відміну від Англії, у Німеччині жінки могли вільно відвідувати кав'ярні. У трактаті 1661 року «Характер кави і кав'ярень», автор якого назвав себе «M. P.», були перераховані цілющі властивості кави.
У 1674 році жінки опублікували петицію проти кави «Жіноче клопотання проти кави». У відповідь на жіночу прокламацію чоловіки виступили з «чоловічою відповіддю на жіноче клопотання проти кави на захист незаслужено обмовленого напою» (англ. The Men's Answer to the Women's Petition against Coffee). Петиція була також опублікована в Лондоні в 1674 році.
Цікаво, що найбільша у світі страхова компанія «Ллойд» в Лондоні починалася як кав'ярня. Вона була відкрита в 1688 році Едвардом Ллойдом. Ллойд готував списки суден, які його клієнти страхували.
У 1906 році Джордж Констант Вашингтон, англійський хімік, що жив в Гватемалі, відмітив осад у вигляді пудри, який збирався в його срібній кавоварці. Після експериментів він створив перше масове виробництво розчинної кави, за яким послідували безліч інших видів. Цей вид називається «Red E Coffee».

### Франція
Кава була завезена у Францію в 1644 році, але тільки через 15 років вона завоювала певну популярність серед французів. Антуан Галлан (1646—1715) у своїй книзі про походження кави описує мусульманську асоціацію кави, чаю і шоколаду: «Появою кави у Франції ми зобов'язані великим (арабським) лікарям. Саме завдяки їм сучасному світу стала відома кава, яку можна вживати в їжу також, як цукор, чай і шоколад». Пізніше в 1672 році сицилієць Франческо Проккопіо відкрив першу паризьку кав'ярню, яка розташовувалася навпроти театру «Комеді Франсез». Його швидкий успіх сприяв тому, що кавові заклади незабаром поширилися по всьому Парижу. Крім кави в ньому також подавали іншу новинку — морозиво. Історичні документи свідчать, що в 1644 році кілька французів вирушили з місією в Стамбул і повернулися у Францію не тільки з смаженими кавовими зернами, але також з мідним кавником і маленькими чашечками для пиття. У 1669 році посол османського султана Мехмеда IV у Парижі — Ага Сулейман уперше пригощає Людовика XIV кавовим напоєм. У травні 1670 року посол ввів традицію пропонувати своїм європейським гостям каву. Перша кав'ярня була відкрита в 1671 році в Марселі.
Пізніше в 1714 році, коли популярність кави значно зросте, бургомістр Амстердама подарує королю Людовику XIV кавові дерева, які потім стануть родоначальниками кавових плантацій Південної Америки в 1723 році. Приблизно в цей час вперше вживають каву з цукром. Хоча велика частина французької знаті захопилася кавою, деякі знаходили її вкрай неприємною. Німецька дружина брата короля Людовика XIV порівнювала її з диханням Архієпископа Паризького. Мадам де Севіньє, спробувавши каву, відкинула її також люто, як і какао. Один дворянин використовував її виключно для очищення кишечника, роблячи кавові клізми, які за його словами, діяли безвідмовно.

### Австрія

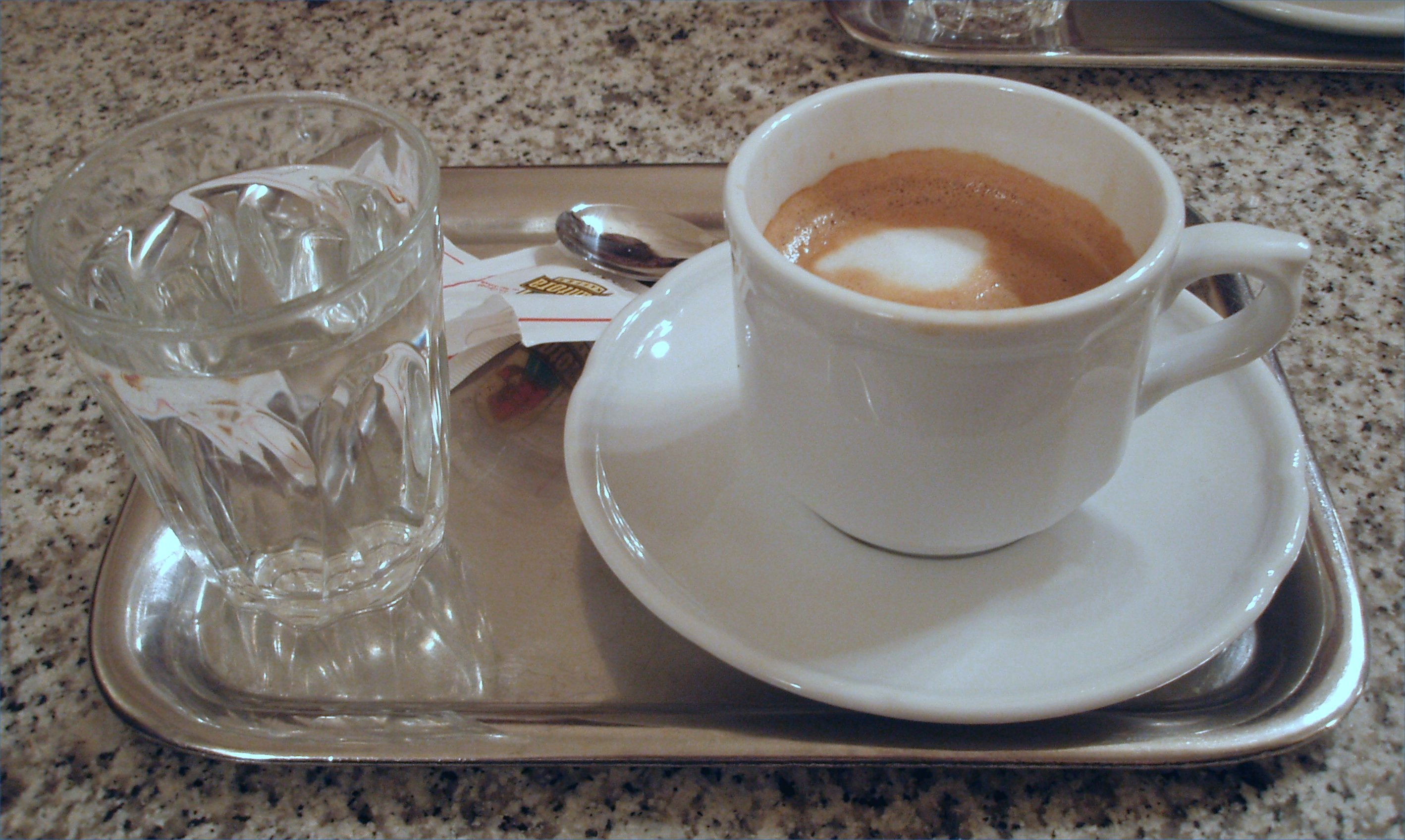
Віденський меланж

Архівні документи свідчать, що жителі Відня пили каву вже у 1660-х роках, однак перші кав'ярні відкрилися тільки в 1680-х. Напівлегендарна версія, знехтувана сучасними істориками, полягає в тому, що перша кав'ярня в Австрії відкрилася у Відні в 1685 році незабаром після Віденської битви Юрієм Францем Кульчицьким. Згідно з цією версією, першою людиною, який привіз до Відня кавові зерна, був польський офіцер українського походження, один із солдатів Яна III Собеського, Юрій Кульчицький. Відомо, що в молодості Кульчицький опинився в Туреччині, де з ризиком для життя проникав через ворожі позиції, підтримуючи зв'язок між австрійським підкріпленням і захисниками фортеці Відня. Завдяки героїзму Кульчицького, турки були звернені у втечу і поспішно відступили, залишивши все своє спорядження. За ці активні дії отримав щедру винагороду, йому король дозволив забрати усе що бажає з полишеного становища противника — він вибрав усі турецькі запаси дивних зелених зерен у мішках (не смажені кавові зерна, близько 300 мішків). Повернушись до Відня, відкрив одну із перших кав'ярень, назвавши її «Під голубою фляжкою», і допоміг популяризувати звичай додавати до кави молоко і цукор. Вдячні австрійці встановили пам'ятник Кульчицькому, який можна побачити і в наші дні.
У той же час, існують документи, які підтверджують, що перші віденські кав'ярні були відкриті вірменськими купцями: спочатку 17 січня 1685 року Йоханнесом Діодато (справжнє ім'я — Ованес Аствацатур), потім 23 березня 1697 року уродженець Єревану Ісааком де Лука (справжнє ім'я — Саак Гукасян): останній насправді був засновником кав'ярні «Під голубою фляжкою» (1703 р.).
Особливою популярністю кав'ярні користувалися в Празі, Кракові, Будапешті. Віденські кав'ярні були способом життя і поступово перетворилися в один із найважливіших інститутів соціуму. Від них пішла мода на дерев'яні журнальні столики, мармурові столики та округлі форми стільців, створені французом Мішелем Троні і стали символами оздоблення кав'ярень по всій Європі.
Сучасний Відень зберігає старі традиції,, і як і раніше є містом кав'ярень. Серед них старовинні кав'ярені «Шварценберг» і «Централ», порівняно молоді, але не менш престижні «Херренхоф», «Прюккель», «Веймар», «Грінштайдль». 1 жовтня у Відні офіційно відзначають День кави". Цього дня відвідувачам віденських кав'ярень пропонують традиційну віденську каву.

### Німеччина

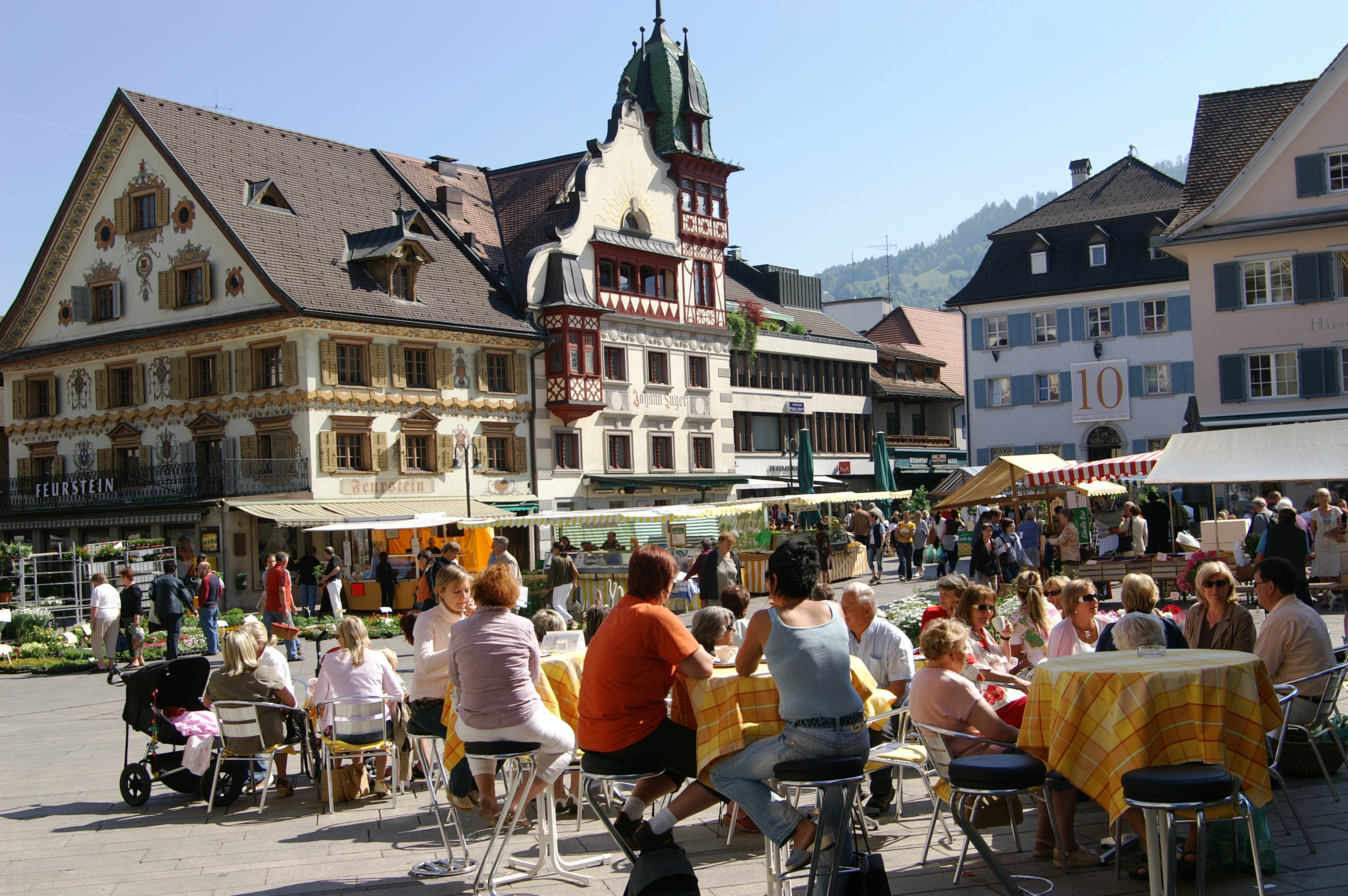
Кав'ярня на ринковій площі в Дорнбірні, на задньому плані Княжий Будинок

Поява кава в Північній Німеччині пов'язана з ім'ям Людвіга IV Гессенського. З розповідей мандрівників про каву в Німеччині знали з кінця XVI століття, але сама кава з'явилася там лише в 1670 році. Перший опис кавового дерева і кавового напою належить німецькому лікарю з Аугсбургу Леонарду Раувольфу в 1582 році. Раувольф описав кавові дерева у своєму щоденнику подорожей. У 1596 році німецький натураліст Беллус став першою людиною, хто познайомив європейців з кавовими зернами. У 1675 році голландець Ян Данц, за професією лікар, доставив кавові зерна до бранденбурзькому двору в Північній Німеччині, а також відкрив першу кав'ярню у Бремені. У цьому ж році перші кав'ярні були відкриті в Гамбурзі, Бремені та Ганновері. На початку XVIII століття в Берліні вже існувало 10 кав'ярень, а в Лейпцигу — 8. Цікаво, що спочатку кав'ярні були призначені переважно для чоловіків, так що жінки середніх класів об'єднувалися в «Кафехаузен» (нім. Kaffeekräntschen). З початку XIX століття в Німеччині виникла традиція проведення жіночих аристократичних кавових вечірок. Багаті дами, дружини великих буржуа, почали щорічно збиратися на kaffeekranzchen (укр. Коло любителів кави) — післяобідньої кави. Чоловіки цих жінок називали kaffeeklatsch (укр. Кавові пліткарки). Робочим каву було заборонено вживати під тим приводом, що вона викликає безпліддя, але це лише привело до виникнення процвітаючого чорного ринку. Проте, вже до початку XIX століття кава був знову дозволений. 26 вересня в Німеччині відзначається «День кави» під девізом «Кава — це міжнародна вишуканість». Спочатку зародившись в Гамбурзі і Лейпцигу, кавові вечірки незабаром широко поширилися по всій Німеччині. Більшість німецьких «Кафехаузенів» були одночасно музичними салонами, в яких організовувалися концерти. З 1720 року протягом 20 років в Циммерманс Кафехауз в Лейпцигу давав концерти Йоганн Себастьян Бах. У цьому кавовому будинку Бах час від часу на замовлення його власника писав музику, виконувану в будинку по п'ятницях взимку і по середах влітку. Між 1792 і 1734 роком Бах створює жартівливу «Кавову кантату» на вірші німецького поета Пікандера, яка була вперше виконана в 1734 році.
У 1777 році Фрідріх Великий видав маніфест, що містив ряд скарг і вимог. Цей закон зберігав свою силу протягом двадцяти років. Донощик, який повідомив про любителя кави, отримував четверту частину штрафу винного. Також король наклав заборону на смаження кави вдома і навіть заснував «кавовий розшук»

### Голландія
Рішучий крок у справі поширення кави зробив Ніколаас Вітсен, ініціативний бургомістр Амстердама та член правління Голландської Ост-Індської компанії. Саме він переконав генерала-губернатора Джоана ван Хурна в Батавії зайнятися вирощуванням кавових дерев в Голландській Ост-Індії. Пізніше голландці таємно вивезли кавові саджанці в Голландську Ост-Індію, де саджанці швидко прижилися і розмножилися. Голландські підприємці першими почали розводити каву в своїх колоніях. І першими кавовими плантаціями стали голландські острови Ява і Суматра (1690 рік), пізніше Шрі-Ланка та інші острови Сунду. До початку XVII століття Голландія стала найбільшим виробником кави на світовому ринку. До 1719 році Голландська Ост-Індська компанія змогла задовольнити зростаючий попит Європи на «каву з острова Ява». Кавові дерева вирощені під склянкою в Ботанічному саду Лейдена, після чого живці були посаджені в інших ботанічних садах. У 1714 році голландці, які брали участь в укладенні Утрехтського мирного договору, передали своїм французьким партнерам на переговорах паростки кави, які пізніше були вирощені професором в королівському саду в Парижі.

## Америка

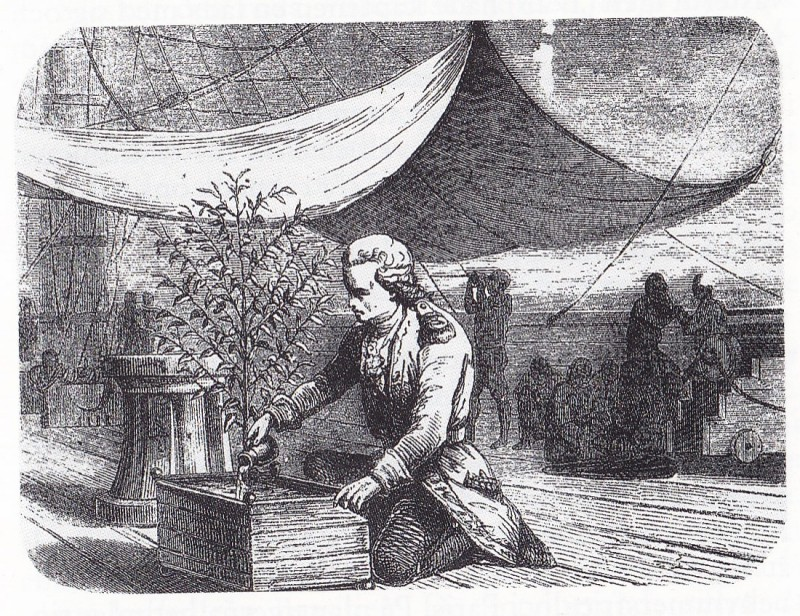
Габрієль Метьє де Кльє

Перші згадки про вживання кави на Північно-Американському континенті відносяться до 1668 року, а незабаром після цього у багатьох містах, включаючи Нью-Йорк, Філадельфія та Бостон відкрилися перші кав'ярні. Вперше кава була завезена в Америку голландцями на початку XVIII століття. За іншою версією, про каву в США стало відомо завдяки англійським переселенцям кількома десятками років раніше. На це вказують записи, зроблені в судновому журналі капітана Джона Сміта, який вказав каву, а також пристосування для її перемелювання, в числі вантажів, що перевозив його корабель. В 1720 році французький морський офіцер Габрієль Метьє де Кльє (1687—1774) в званні капітана від інфантерії вирішує вирощувати каву у Новому Світі. В 1723 році Де Кльє отримав кілька кавових саджанців від французького ботаніка з Королівського ботанічного саду Антуана де Жюссьє. Незабаром після цього Король доручив капітану Де Кльє перевезти вирощене дерево на острів Мартиніку (Антильські острови). Де Кльє з великим ризиком і нестатками виконав доручення короля. На Антильських островах він організував кавові плантації на Гаїті, Ямайці, Кубі, Пуерто-Рико та Тринідаді. Франція стала володіти багатим джерелом прибутків і в честь цього спорудила пам'ятник капітану Де Кльє на острові Мартиніка. За спогадами Де Кльє, більшу частину свого мізерного раціону питної води, він віддавав кавовим деревцям. Перший збір врожаю відбувся в 1726 році. Пізніше де Кльє посадив паростки на острові Гваделупа і Сан-Домінго, де раніше розташовувалися плантації какао. У 1774 році відомий французький журнал «Annee Litteraire» опублікував спогади де Кльє: Через три роки після смерті офіцера кількість кавових дерев на острові досягло 19 мільйонів. Кава почала поширюватись по Новому Світу з двох точок — Мартиніки та голландської Гвіани (Суринам). Приблизно в 1730 році іспанці ввозять її в Пуерто-Рико і на Кубу, в Колумбію, Венесуелу та на Філіппіни. Бразилія отримує каву від португальців, а Ямайка-завдяки старанням англійців сьогодні має свій знаменитий сорт Блю Моунтін, що вирощується на висоті 1500 метрів над рівнем моря на схилах Блакитної гори. Зараз він є одним з найдорожчих на планеті поряд з Галапагоським Сан Крістобаль, Індонезійським Копі Лювак і Єменським — Мока. У 1774 році колонізатори Сполучених Штатів на Континентальному конгресі проголосили каву своїм національним напоєм.
В кінці XIX століття розведенням кавових рослин зайнялися більшість європейських країн. Незабаром каву почали самостійно вирощувати французи на острові Бурбон в Індійському океані. Це стало початком історії знаменитої у всьому світі сорти кави «арабіка», яка носить назву Бурбон. Відомо, що на колоніальних плантаціях Франції працювали переважно африканці, які виконували обов'язки чорноробів. Каторжні умови праці стали першою передумовою до Гаїтянської революції 1791—1804 року У XVIII столітті кава була поширена по всьому світу. Слід зазначити плантації кавових дерев у Гвіані та на Мартиніці — 1721 рік, в Бразилії — 1727, в 1730 році — на Ямайці, у другій половині століття кавові плантації з'являються на Кубі, в Гватемалі та Коста-Риці. Майже на кожному острові як рабів на плантаціях використовували індіанців. Як і у випадку з плантаціями у Франції, каторжні умови праці призвели до численних громадських протестів і державних переворотів. Коста-Рика залишалася єдиною державою, в якій вирощування кави відбувалося на чисто комерційній основі. У 1820 році Коста-Рика також стала першою державою, яка експортувала каву. Однак, необхідно відзначити, що нестача робочої сили запобігла утворенню великих ферм. Протягом двох століть на фермах Коста-Рики діяв егалітарно-авторитарний режим, що став причиною масових заворушень у суспільстві. У 1727 році португальці, вимушені врегулювати прикордонний конфлікт між французькою і голландською Гвіанами, скористаються своєю роллю посередників і викрадають кілька саджанців кавового дерева. Лейтенант Франциско де Мальйо Палета відряджений в Гвіану для вирішення спірного питання. За спогадами очевидців, в подяку за послуги Палета отримав від дружини губернатора букет квітів, серед яких були кілька живців кавового дерева. У 1893 році з Бразилії кава була поширена в Кенію і Танзанію, які знаходяться поблизу Ефіопії, батьківщини кави.
Перші згадки про каву в Нью-Йорку відносяться до 1668 року. Повідомляється, що цей напій готують з обсмажених кавових зерен з додаванням цукру та меду. Перші кав'ярні у Америці з'явилися в 1691 році, в Бостоні. Вони називалися «Лондонський кава хауз» і «Гатеридж кофе хауз». У Нью-Йорку з'явилося перше кафе у 1696 році і називалося «Кінгз Армз». Але найзнаменитішим було кафе «Грін Драгон», колишнє місцем зустрічей призвідників повстання проти ненависної тиранії заокеанського короля. Бостон також був місцем найбільшої кавової біржі. Перші американські кав'ярні багато в чому копіювали своїх англійських попередників. Спочатку кава в Нью-Йорку була доступна лише привілейованим верствам суспільства. Однак все різко змінилося в 1773 році, коли король Георг III обклав податками чайну продукцію і серед американців спалахнув бунт. 16 грудня 1773 року жителі Бостона, переодягнувшись індійцями, проникли на англійське вантажне судно, що стояло в гавані, і викинули за борт весь вантаж — 342 ящики з чаєм вартістю 18 тисяч фунтів стерлінгів. У XX столітті в 1920 році в зв'язку з прийняттям в США «сухого закону» почався кавовий бум.